# Ediacarano
| Período Ediacarano Há 635–541 milhões de anos PreЄ Є O S D C P T J K Pg N |                                                |
|                                                                           |                                                |
| Teor médio de o2 atmosférico durante o período                            | ca. 8 Vol % (40 % do nível atual)              |
| Teor médio do CO2 atmosférico durante o período                           | ca. 4500 ppm (16 vezes o nível pré-industrial) |

Na escala de tempo geológico, o Ediacarano é o período da era Neoproterozóica do éon Proterozoico que está compreendido entre há 630 milhões de anos e 542 milhões de anos, aproximadamente. O período Ediacarano sucede ao período Criogeniano de sua era e precede o período Cambriano da era Paleozoica do éon Fanerozoico. Como os outros períodos de seu éon, não se divide em épocas. 
Este foi o último período da era Neoproterozóico. Embora Ediacarano seja o nome reconhecido oficialmente pela Comissão Internacional sobre Estratigrafia, o nome Vendiano seja um termo mais velho com uso generalizado. Seu status como o último período do Neoproterozóico foi criada em Março de 2004 pela União Internacional de Ciências Geológicas. Hoje, o termo Vendiano às vezes é usado para descrever a parte posterior do Ediacarano, de cerca de há 565 a 542 milhões de anos. 
Rodínia começou a quebrar-se há 750 milhões de anos. Temporariamente os continentes se juntam para formar Panótia, um supercontinente hipotético que existia brevemente entre a Orogenia Pan-Africano (há 600 milhões de anos) para cerca de há 540 milhões de anos.[carece de fontes?]
O Ediacarana é conhecido pela primeira grande irradiação em escala de vida multicelular. Entre os fósseis anteriores são os discos aspidella. Estes são disco relativamente simples como impressões deixadas sobre a rocha a partir de organismos de corpo mole. As primeiras datas são de cerca de 610 milhões de anos, encontrados na Formação Twitya das montanhas Mackenzie, no noroeste do Canadá. Eles foram interpretados como sendo os anexos basais (pedais) de organismos sésseis (que não possuem locomoção e ficam agragados a rochas). Eles são muitas vezes considerados "grau de cnidárianos", que está em comparação com cnidários modernos. Mas a cnidaria inclui organismos muito simples, como corais, anémonas, hidras, medusas, etc. Eles são o Metazoa mais simples - eles não têm sequer órgãos, apenas uma cavidade do corpo ou no estômago, com a boca geralmente cercado por tentáculos. Aspidella é notável por ser o único metazoários grau cnidários encontrados abaixo dos depósitos glaciais Varegues, significando que eles são mais velhos.

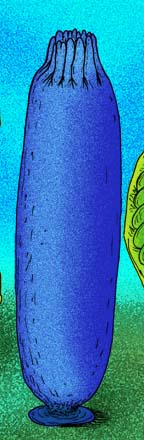
Vaveliksia, um possível porífero
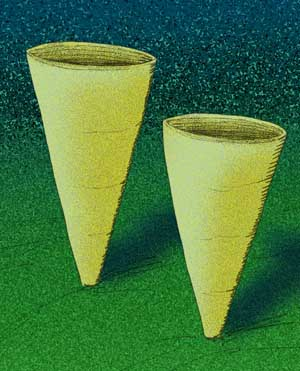
Thectardis, um possível porífero
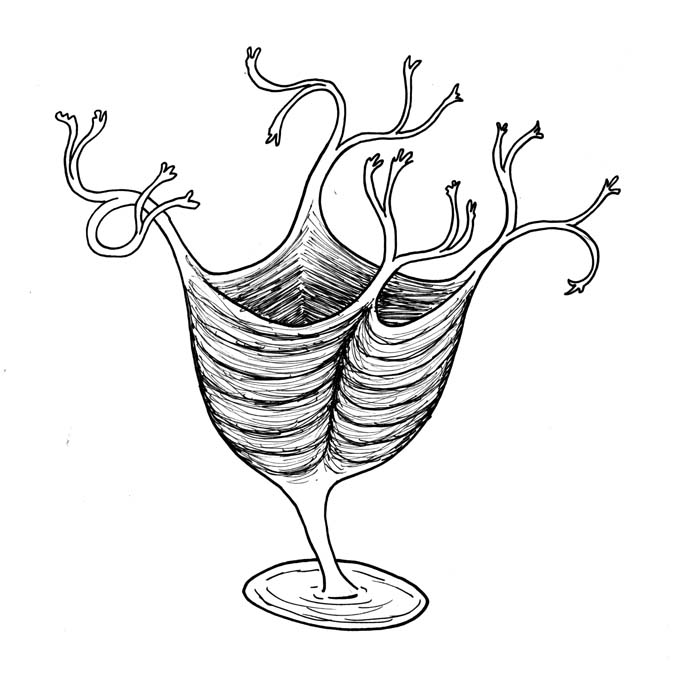
Haootia, um cnidário
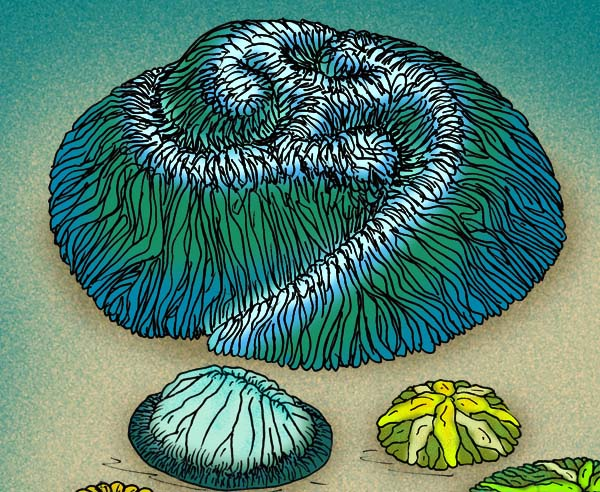
Tribrachidium, um Trilobozoa (possível cnidário)
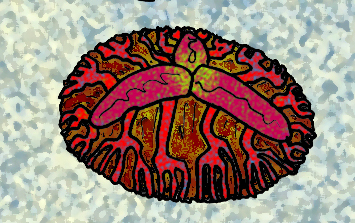
Anfesta, um Trilobozoa (possível cnidário)
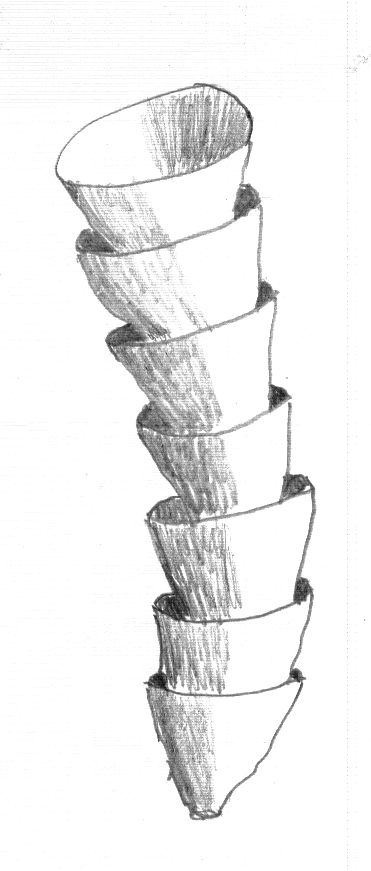
Cloudina, animal do período ediacarano.
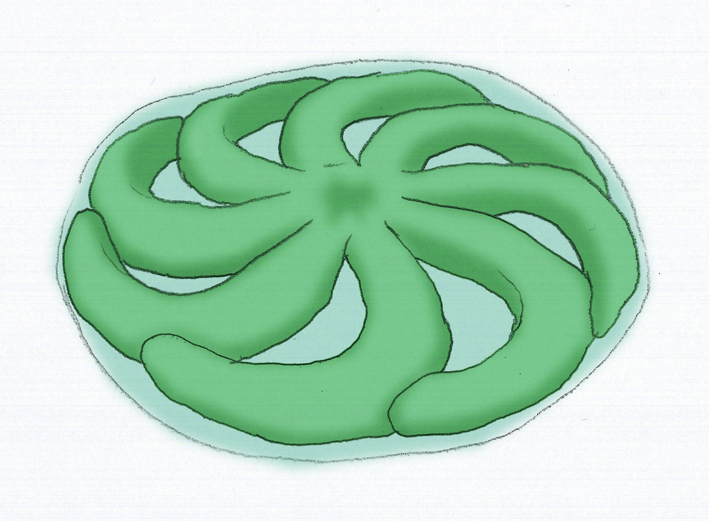
Eoandromeda, animal da fauna ediacarana.
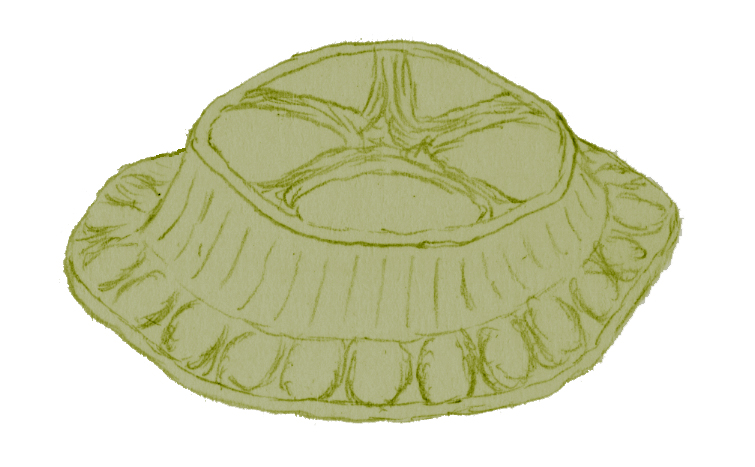
Arkarua, animal da fauna ediacarana.
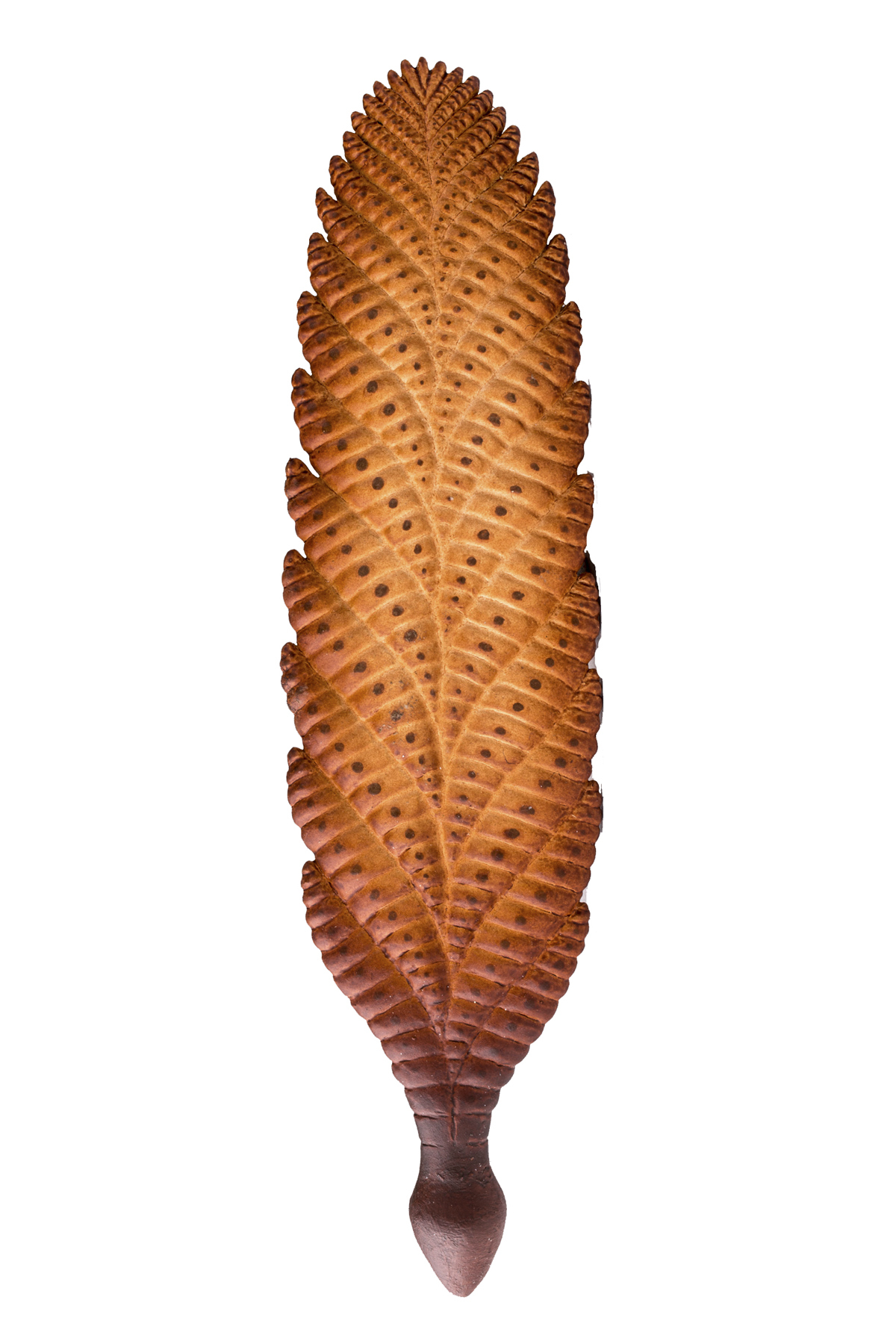
Charnia, um animal do período ediacarano.
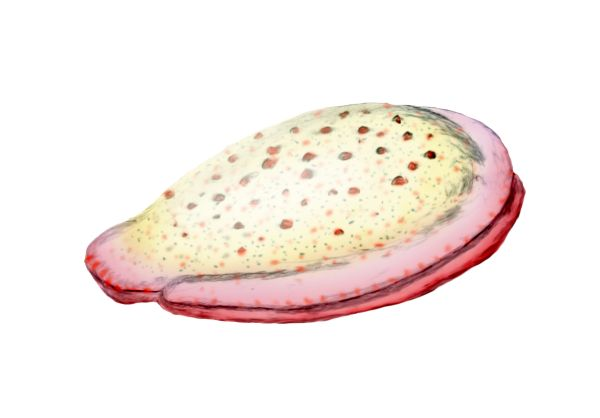
Kimberella, um animal da fauna ediacarana. Possivelmente um molusco primitivo ou pelo menos um protostômio
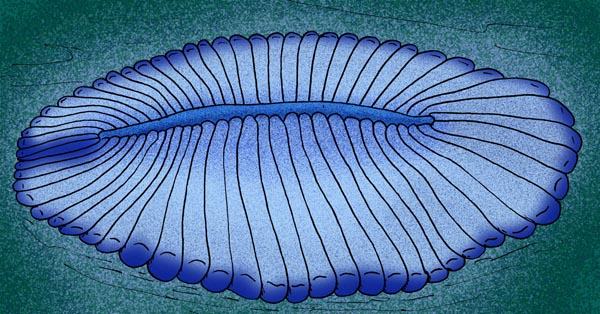
Dickinsonia, um Proarticulata.
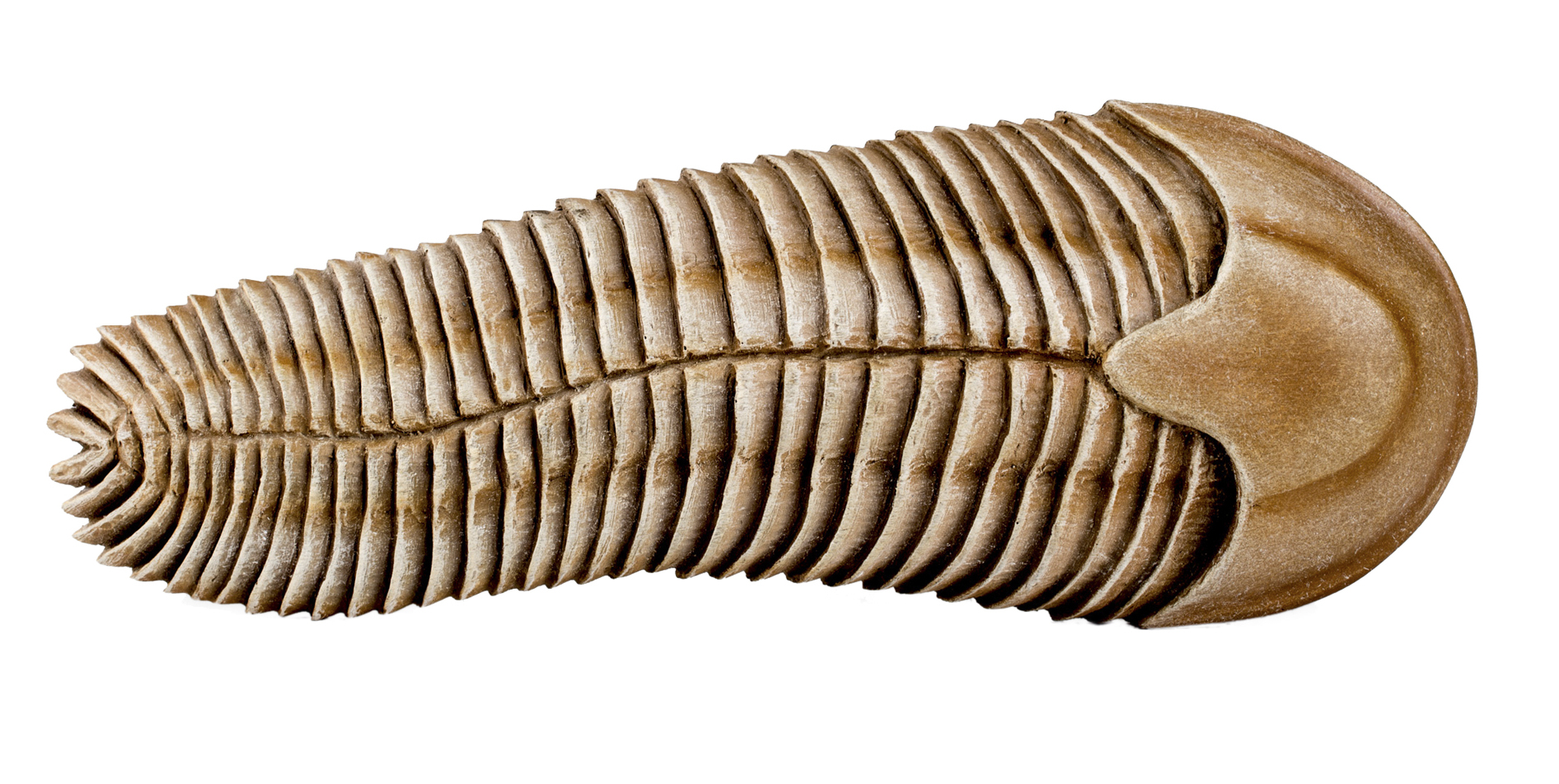
Spriggina, um animal do filo Proarticulata.
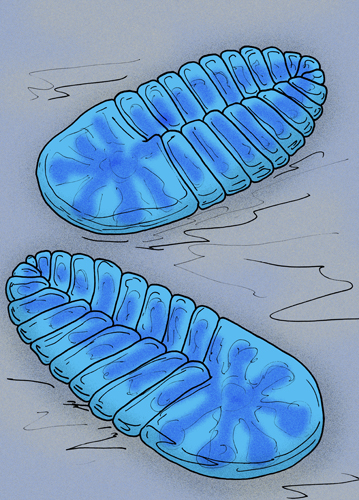
Cyanorus, um Proarticulata.
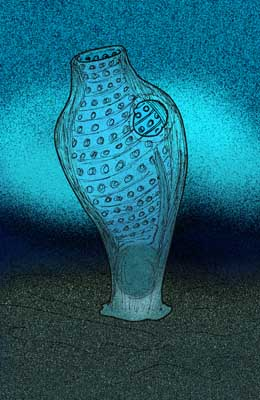
Burykhia, um urocordado
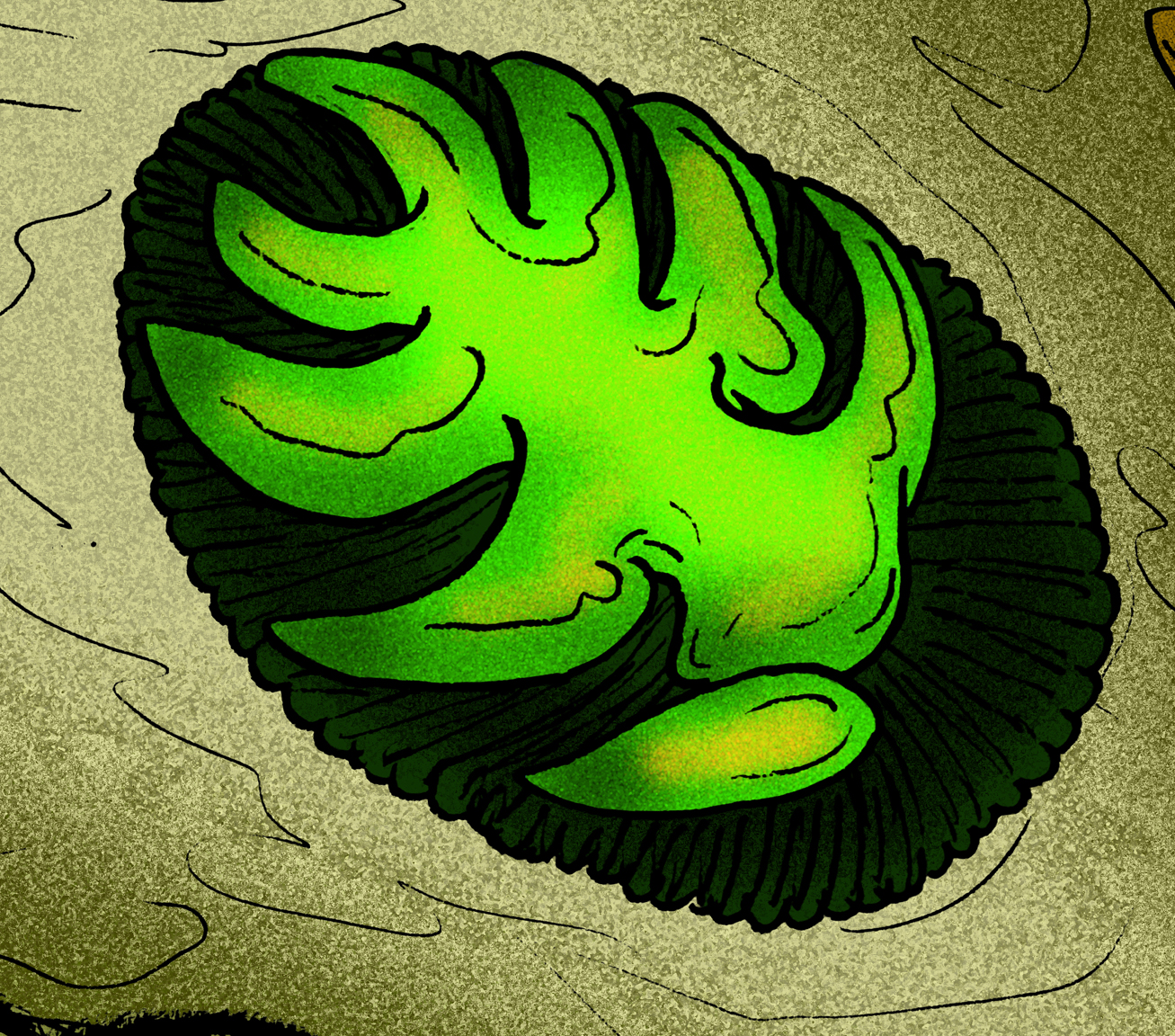
Praecambridium, um membro da extinta família Yorgiidae.
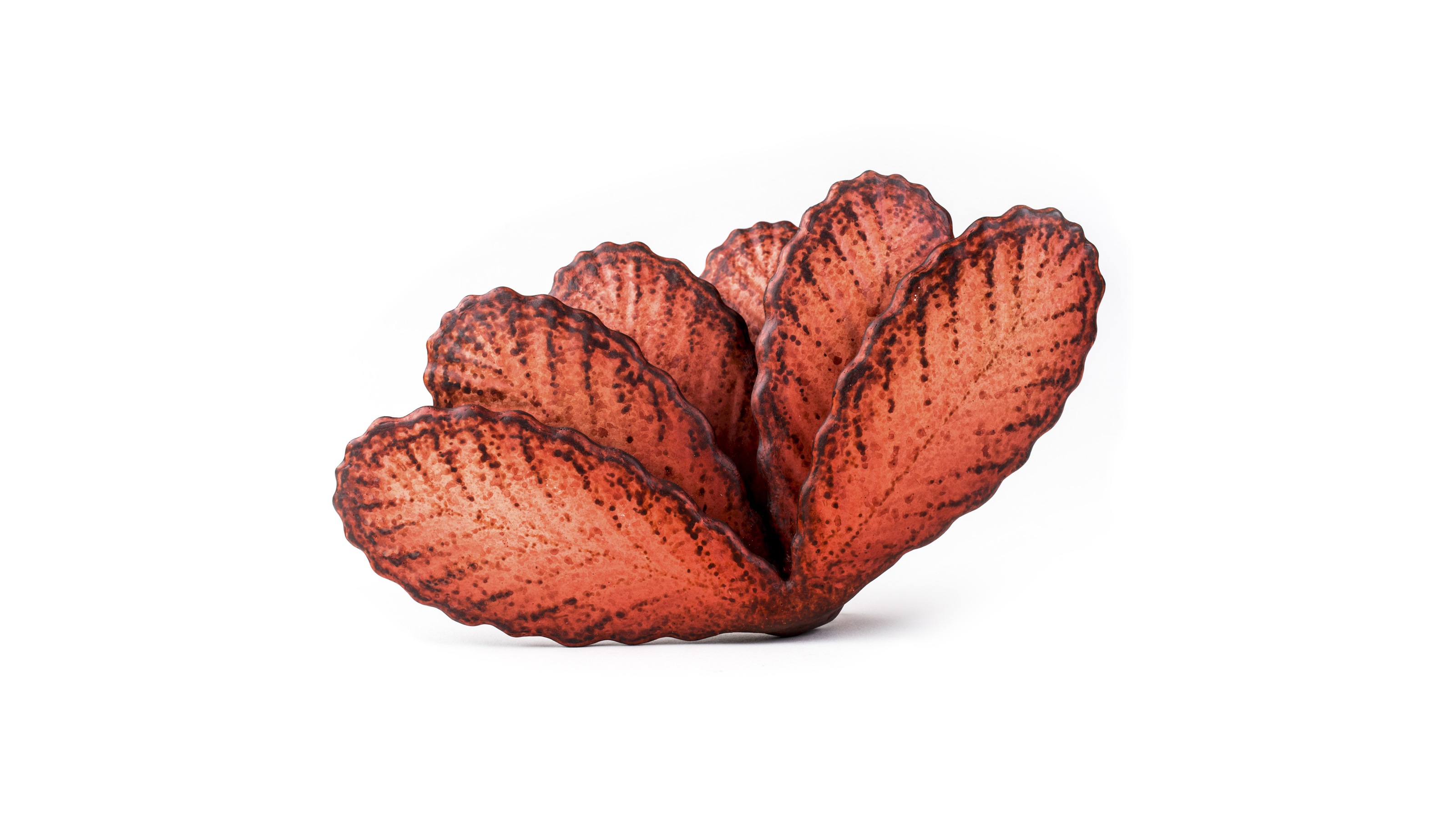
Bradgatia, um rangeomorfo.
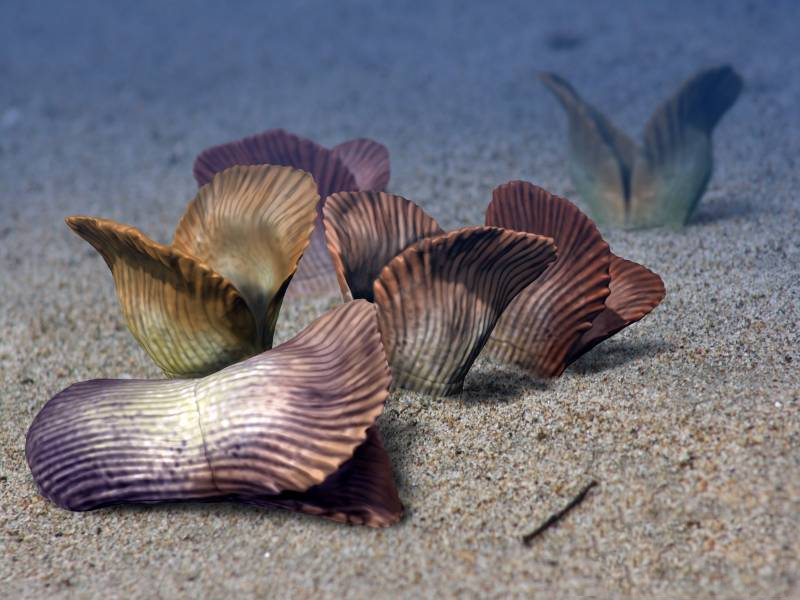
Ernietta, um Petalonamae.